# バージニア州議会
バージニア州議会(英語:The Virginia General Assembly)は、アメリカ合衆国バージニア州の立法府である。西半球で最も古い立法府であり、新世界初の選挙による議会である。1619年7月30日に設立された。
議会は、下院（100名）と上院（40名）の両院制である。上院議員は4年任期、下院議員は2年任期である。議会は、州内の同数の選挙区から選出された140名の議員で構成される。下院は下院議長が、上院はバージニア州副知事が議長を務める。下院と上院はそれぞれ書記官と警務官を選出する。上院の書記官は上院書記官として知られている。
2019年の選挙後、民主党は1996年以来初めて上下両院で過半数の議席を獲得した。彼らは2020年1月8日、第161会議の開始とともに就任宣誓を行った。2021年の選挙では、共和党が下院で過半数を奪回したが、2023年の選挙で民主党が上下両院で過半数を確保し、再び過半数を失った。

## 議事堂
州議会はバージニア州の州都リッチモンドで開かれる。議会が開かれる場合、1788年にトーマス・ジェファーソンが設計し、1904年に増築されたバージニア州会議事堂で会議が行われる。南北戦争中、この建物は南軍議会の議事堂として使用された。2005年から2006年にかけて、この建物は改修された。
上院議員と下院議員は、議事堂の真北の道路を挟んだ向かい側にある議会ビルに事務所を構えている。議会ビルは建て替えられ、2023年にオープンする予定である。バージニア州知事は、議事堂の真東の道路を挟んだ向かい側にあるバージニア州知事公邸に住んでいる。

## 歴史
州議会は、「新大陸で最も古い立法機関」と評されている。その起源は、1619年7月30日にロンドンにあるバージニア会社が新総督サー・ジョージ・ヤードリーに指示してジェームズタウンに設立されたことに遡る。
当初は、会社によって任命された総督と国務会議、さらに入植地とジェームズタウンで選出された22人のブルジョワで構成された一院制の機関であった。1642年に下院が成立すると、議会は両院制となった。
議会は、第一審および上訴審の両方を審理する司法機能も有していた。 バージニア州大議会とも呼ばれたこともある。
議会は1619年から1699年までジェームズタウンで開かれ、その後、バージニア州ウィリアムズバーグ近郊のウィリアム・アンド・メアリー大学に移り、1705年からは植民地時代の議事堂で会議を開いた。1776年、バージニア憲法が批准されると、正式に議会となった。1780年、トーマス・ジェファーソン知事の時代に、政府はリッチモンドに移転した。

## 議員要件及び会期
上院議員の年間報酬は1万8000ドルである。下院議員の年間報酬は1万7640ドルであるが、議長の報酬は3万6321ドルである。議員とスタッフ1名は、リッチモンドでの会議や委員会への出席など、公務に従事した日数に応じて日当を受け取る。交通費も支給される。
バージニア憲法では、上院議員と下院議員は選挙時に21歳以上で、選挙区に居住し、議会議員に投票する資格があることが定められている。同憲法では、「上院議員または下院議員が選挙区から転居した場合、議員職を辞任しなければならない」と規定されている。
州憲法では、議会は毎年招集されなければならないと規定されており、両院の3分の2以上の賛成により延長されない限り、通常会期は偶数年には最長60日間、奇数年には最長30日間である。
バージニア州知事は、「州としての利益のために必要であると判断した場合」に議会特別会期を招集することができ、「各院の選挙で選出された議員の3分の2の申請があった場合」には特別会期を招集しなければならない。

## 選挙区の再編成
バージニア憲法第2条6項では、議席の配分について、「上院および下院議員は、議会が定める選挙区から選出されるものとする。各選挙区は、連続したまとまった地域で構成され、可能な限り、選挙区の人口に比例した代表権が与えられるように構成されるものとする」と規定されている。
ボブ・マクドネル知事のバージニア州再選挙区割当に関する超党派独立諮問委員会は、2011年4月1日に報告書を提出した。各州議会に対して、議会が採択した選挙区よりもコンパクトで連続性のある選挙区の地図を示した2つの提案を行った。しかし、報告書が発表された後、何の措置も取られなかった。

2015年1月、ウィンチェスター選出の共和党上院議員ジル・ホルツマン・ヴォーゲルとポーツマス選出の民主党上院議員ルイーズ・ルーカスは、政党から指名された4人の委員とその他の3人の独立公職者からなるバージニア州選挙区再編成委員会の追加基準を定める上院合同決議案を提出した。この基準は、市や町、郡、選挙区、投票区といった既存の政治的境界を尊重することから始まる。
選挙区は、連邦法および州法、人種的公平性をめぐる裁判例を含む裁判例に準拠し、人口に基づいて設定されるものとする。選挙区は、不自然な境界線のない連続したコンパクトな区域とする。委員会は、いずれかの政党または現職議員を優遇するために、政治データまたは選挙結果を使用することは禁止されている。上院では27対12の3分の2以上の賛成多数で可決され、下院の委員会に付託された。
2015年、バージニア州裁判所におけるベシリンド対バージニア州選挙管理委員会事件において、原告側は、下院議員5選挙区と上院議員6選挙区における議会の再編成が、バージニア憲法とアメリカ合衆国憲法に違反するとして、その無効を求めた。その理由は、再編成後の選挙区が「連続したコンパクトな地域」の人口を適切に代表していないためであった。
2020年、憲法改正により、選挙区の区割り権限は、各政党から4名ずつ、計8名の議員と8名の市民で構成される委員会に移管された。この改正は、アーリントンを除くすべての郡と市が賛成し、可決された。
同委員会は、2021年10月25日の期限までに州議会と連邦議会の選挙区について合意に達することができず、委員会が選挙区を確定できない場合はバージニア州最高裁判所が選挙区を確定するという憲法修正条項に依拠することとなった。最高裁判所は2021年12月28日に、新たに確定された選挙区を承認した。
新しい選挙区が最初に使用されるのは2023年になる予定だが、2022年11月にも新しい選挙区を使用して選挙を行うよう求める連邦訴訟が係争中である。この訴訟が成功すれば、2021年に前回の選挙区で選挙を行ったばかりのすべての下院選挙区で、2022年と2023年に連続して新しい選挙区を使用して選挙を行うことが必要になる。